# Holotrichia mindanaona
Holotrichia mindanaona är en skalbaggsart som beskrevs av Brenske 1893. Holotrichia mindanaona ingår i släktet Holotrichia och familjen Melolonthidae. Inga underarter finns listade i Catalogue of Life.